# بلک سبث
بلک سَبِث (به انگلیسی: Black Sabbath) گروه موسیقی راک انگلیسی بود که در سال ۱۹۶۸ در بیرمنگام شکل گرفت. ترکیب اولیه و اصلی گروه متشکل از تونی آیومی، آزی آزبورن، گیزر باتلر و بیل وارد بود. بعد از آن، ترکیب گروه دچار تغییرات بسیاری شده و آمدوشدهایی بین اعضای اصلی صورت گرفته است، اما آیومی در تمام سال‌ها عضو ثابت گروه بوده است. رانی جیمز دیو، ایان گیلان، وینی اپایس، برَد ویلک و تونی مارتین از دیگر اعضای مهم گروه بودند. در اصل گروه در سال ۱۹۶۸ در سبک هوی بلوز راک و با نام ارث فعالیتش را آغاز کرد اما در سال ۱۹۶۹ به بلک سبث تغییر نام داد. گروه عمدهٔ اشعار خود را روی موضوعات اسرارآمیز، تیره و ترسناک متمرکز کرده است. همچنین بلک سبث آهنگ‌هایی را با مضامین بی‌ثباتی اجتماعی، فلسفه، مذهب، فساد سیاسی، فساد اجتماعی و جنسی، خطرات ناشی از سوءمصرف مواد مخدر و آینده‌نگری ترس و وحشت از جنگ ساخته است. گروه در پی انتشار آلبوم پارانوید در ۱۹۷۰، کمک بسیاری به پیشرفت هوی متال کرد.
در آوریل ۱۹۷۹، آزی آزبورن برای ادامه فعالیت خود به صورت انفرادی از گروه خارج شد و توانست گروه شخصی خود را تبدیل به یکی از گروه‌های موفق هوی متال کند و آمار فروش ۱۰۰ میلیون آلبوم را برای خود رقم بزند. پس از او، رانی جیمز دیو از رینبو جانشینش در گروه شد. پس از استفاده از صدا و ترانه‌های دیو در چندین آلبوم، بلک سبث محدوده زمانی را در دههٔ ۸۰ و ۹۰ صرف ایجاد تغییر و تحول در ترکیب خود در عرصهٔ خوانندگی کرد که از جمله آن‌ها می‌توان به ایان گیلان، گلن هیوز، ری گیلن و تونی مارتین اشاره کرد که آن‌ها هم سابقه فعالیت در دیپ پرپل و رینبو را داشتند. در سال ۱۹۹۲ آیومی و باتلر، دیو و درامر وینی اپایس را دوباره جذب گروه کردند تا ضبط آلبوم جدید «دی‌هیومنایزر» را آغاز کنند. تاریخچه اصلی گروه نشان می‌دهد که اعضای گروه به همراه آزبورن در سال ۱۹۹۷ برای تهیه و انتشار آلبوم زنده «تجدید دیدار» گرد هم آمدند. همچنین در سال ۲۰۰۶، چند تن از اعضای گروه:آیومی، باتلر، دیو و اپایس گرد هم آمدند و گروهی با نام هون اند هل را بنیان‌گذاری کردند. آن‌ها تا درگذشت دیو به تاریخ ۱۶ می ۲۰۱۰ به ضبط آلبوم و اجرا آثار به صورت نامرتب می‌پرداختند.
۱۱ نوامبر ۲۰۱۱ اعضای اصلی گروه برای ضبط آلبوم جدید با ایجاد وقفه‌ای گرد هم آمدند. گروه در تاریخ ۱۰ ژوئن ۲۰۱۲ به عنوان سرخط بندها به اجرا در فستیوال دانلود پرداخت. دوم فوریه ۲۰۱۲، وارد اعلام کرد که دیگر قادر به همراهی گروه نخواهد بود. چندی بعد سایر اعضای گروه از این امر ابراز تاسف کرده و اعلام کردند: «چاره‌ای جز ادامه دادن بدون او ندارند» اما «همیشه درهای بازگشت به گروه برای وارد باز است». در ژانویه ۲۰۱۳، گروه اعلام کرد که نوزدهمین آلبوم استودیویی آن‌ها با نام ۱۳، به همراه درامر برد ویلک در راه است. برای پایان دادن به تور خداحافظی خود، گروه بلک سبث آخرین کنسرتش را در سال ۲۰۱۷ در زادگاهش برگزار کرد؛ این آخرین اجرای آن‌ها در طول هشت سال بعد بود. گاه‌به‌گاه، تجدید دیدارهایی به‌صورت جزئی انجام شده است؛ مهم‌ترینِ آن‌ها زمانی بود که آزی آزبورن و تونی آیومی در مراسم اختتامیه بازی‌های کشورهای هم‌سود ۲۰۲۲ در بیرمنگام به اجرای مشترک پرداختند. اعضای اصلی گروه برای آخرین بار، هم به‌عنوان اجرای پایانی گروه و هم به‌عنوان آخرین اجرای انفرادی آزی آزبورن، با عنوان «بازگشت به آغاز»، در ژوئیه ۲۰۲۵ در ورزشگاه ویلا پارک دوباره گرد هم آمدند.
بلک سبث از پیشگامان موسیقی هوی متال است. آن‌ها بیش از ۷۰ میلیون نسخه از آثارشان را در جهان فروختند و از لحاظ تجاری یکی از موفق‌ترین گروه‌های هوی متال هستند. آن‌ها در رده‌بندی ام‌تی‌وی به‌عنوان «بزرگ‌ترین متال بند» در تمام دوران شناخته شده و جایگاه دوم را در رده‌بندی «۱۰۰ هنرمند بزرگ هارد راک» وی‌اچ‌وان به خود اختصاص دادند (پس از لد زپلین). همچنین رولینگ استون، بلک سبث را «پادشاه هوی متال در دههٔ ۷۰» نامید. نام گروه در رتبهٔ ۸۵ فهرست «۱۰۰ هنرمند بزرگ تمام زمان‌ها» از مجلهٔ رولینگ استون به چشم می‌خورد. از این گروه در کنار دیپ پرپل و لد زپلین به‌عنوان یکی از اعضای «تَثلیث نامقدس هارد راک و هوی متال بریتانیایی در اوایل تا میانه دهه هفتاد میلادی» یاد شده است. بلک سبث در ۲۰۰۵ به تالار مشاهیر موسیقی بریتانیا و در ۲۰۰۶ به تالار مشاهیر راک اند رول وارد شد.

## تاریخچه

### تشکیل گروه و روزهای اولیه
گروه بلک سبث یعنی جان «آزی» آزبورن، فرانک «تونی» آیومی و تری «گیزر» باتلر در دوران کودکی در فاصله نزدیک به هم در آستون واقع در حومه بیرمنگام انگلستان زندگی می‌کردند. البته در این دوران روابطشان چندان دوستانه نبود. همچنان که بزرگ‌تر می‌شدند علاقه مشترکشان به موسیقی بیشتر می‌شد و هر کدام شروع به فعالیت در گروه‌های مختلفی کردند. بعد از مدتی آن‌ها یکدیگر را پیدا کرده و به همراه بیل وارد (نوازنده درام) با هم مشغول به کار شدند و در سال ۱۹۶۷ گروه پلکا تالک (به انگلیسی: Polka Tulk) را تشکیل دادند که اعضای آن شامل بود از:آزی آزبورن(خواننده)، تونی آیومی(گیتار لید)، گیزر باتلر(بیس)، بیل وارد(درامز)، جیمی فیلیپس(گیتار ریتم) و اِیکر (سکسیفون).
خیلی زود فیلیپس و ایکر از گروه اخراج شدند. ۴نفر باقی‌مانده نام گروه را به ارت بلوز کمپانی (به انگلیسی: Earth Blues Company) تغییر دادند که بعد از مدت کوتاهی به ارت کوتاه شد. آن‌ها در این گروه موسیقی بلوز هوی راک می‌نواختند و بدین ترتیب توانستند در کلوپ‌های محلی طرفداران محدودی کسب کنند. در سال ۱۹۶۹ آیومی، ارت را ترک کرد تا به گروه جترو تال (به انگلیسی: Jethro tull) بپیوندد ولی چند ماه بعد به گروه بازگشت. او این بار ایده‌ای جدید داشت. آیومی از اینکه مردم به دیدن فیلم‌های ترسناک و دلهره‌آور که در آن زمان بازار خوبی داشتند می‌روند و در حقیقت برای ترسیدن پول می‌دهند به این فکر افتاد که نوعی موسیقی ترسناک خلق کند. همراه با باتلر به علوم خفیه و داستان‌های فانتزی، گروه چندین آهنگ فضای مهیب و تیره ساختند که یکی از آن‌ها آهنگ بلک سبث بود که نام یکی از فیلم‌های ترسناک بوریس کارلوف، بازیگر برجسته دوران صامت سینما را بر خود داشت. خود گروه هم به بلک سبث تغییر نام داد. با این رویه نو، بر تعداد طرفداران گروه افزوده شد.

### دههٔ هفتاد
قبل از ضبط آلبوم اول گروه یعنی بلک سبث، آیومی سرانگشتان دست راست خود را در یک حادثه کاری از دست داد. او چپ‌دست بود و با سرانگشتان مصدومش نمی‌توانست فشار لازم را برای به صدا درآوردن سیم‌های روی فرت‌برد گیتار ایجاد کند. از این رو، او از نوعی روکش پلاستیکی برای انگشتانش استفاده کرد و در عین حال کوک گیتار را بم‌تر کرد تا فشار کمتری احتیاج داشته باشد. همه این عوامل باعث به وجود آمدن صدایی عمیق‌تر و خشن‌تر شد که به همراه ریف‌های سرد و تیره‌اش کاملاً با حال و هوای اشعار گروه هماهنگی داشت. اشعار گروه که اکثراً توسط باتلر نوشته می‌شد، بر روی مضامین سنگینی همچون سرشت پلیدی، جدال خیر و شر، نابودی محیط زیست و جنگ متمرکز بود. آلبوم بلک سبث در سال ۱۹۷۰ منتشر شد و هفته اول در فهرست پرفروش‌های بریتانیا، سیزدهم شد. با این آلبوم، بلک سبث جوهره آن چیزی را پدیدآورد که اکنون در پایان دههٔ نود متال نامیده می‌شود. با آهنگ بلک سبث این گروه پیشتاز استفاده از فواصل نامطبوع و به‌کارگیری اثرات روانی و عاطفی این‌گونه از فواصل موسیقی راک شد. آلبوم پارانوید به فاصله کمی در همان سال منتشر شد. ترکیب هول‌انگیز صدای جیغ‌مانند آزبورن، گیتار آیومی، بیس غرندهٔ باتلر و نوازندگی جنون‌آمیز وارد، آلبوم را تبدیل به یک موفقیت بی‌نظیر کرد. آهنگ‌هایی همچون پارانوید، خوک‌های جنگ و مرد آهنین تبدیل به معیارهای ماندگار موسیقی متال شدند. در سال ۱۹۷۱ بلک سبث، آلبوم «ارباب واقعیت» را منتشر کردند که آهنگ‌های ماندگاری همچون فرزندان گور، ورای ابدیت و بسوی خلأ همه از این آلبوم هستند. در سال ۱۹۷۲ آلبوم «جلد چهارم» منتشر شد. سال ۱۹۷۳ بلک سبث با همکاری ریک وِیکمن (به انگلیسی: Rick Wakeman) نوازندهٔ کیبورد از گروه یس، آلبوم «سبث خونخوار» را منتشر کردند که هم از نظر اشعار و موسیقی آلبومی قوی و ماندگار بود. در این آلبوم توانایی گیزر باتلر در سرودن اشعار عمیق مشاهده می‌شود که یکی از عوامل بالابرندهٔ کیفیت یک کار متال است. این ترکیب گروه تا سال ۱۹۷۸ پایدار ماند.
در این فاصله گروه سه آلبوم دیگر منتشر کرد که از آن جمله می‌توان به آلبوم «خرابکاری» (۱۹۷۵) اشاره کرد که آهنگ ناخوشی، نماد گیتی از این آلبوم است. در سال ۱۹۷۹ آزی آزبورن از گروه جدا شد تا به‌صورت تنها فعالیت کند. گروه او در دههٔ هشتاد تبدیل به موفق‌ترین گروه‌های هوی متال شد. جانشین آزبورن در بلک سبث، رانی جیمز دیو، خواننده نامی گروه رینبو بود. او با آمدنش توانست گروه را به‌روز کند و با ارائه ایده‌های نو، سطح کار گروه را که در انتهای دههٔ هفتاد افت پیدا کرده بود، ارتقا ببخشد.

### دههٔ هشتاد و نود
در سال ۱۹۸۰ با انتشار آلبوم «بهشت و دوزخ» بلک سبث دوباره به صف گروه‌های طراز اول متال دنیا بازگشت. آهنگ‌های سطح بالایی چون شوالیه‌های نئونی، بهشت و دوزخ و بچه‌های دریا شاهدی بر اعتبار و قابلیت این پیشتازان هوی متال در رقابت با گروه‌های جوان نوظهور این سبک بود. سال ۱۹۸۲، گروه یک آلبوم دوتایی از اجراهای زنده خود در تورهای دو آلبوم قبلی منتشر کرد. بعد از انتشار این آلبوم، رانی جیمز دیو از گروه اخراج شد. از این زمان تا اوایل دههٔ نود گروه ترکیب‌های متفاوتی را به خود دید. در ابتدای دههٔ نود ۱۹۹۴ آلبومی با نام «ان‌آی‌بی» یا پیدایش در تاریکی که هم نام یکی از آهنگ‌های آلبوم اول یا N.I.B گروه بلک سبث را اجرا کردند. این آلبوم بزرگداشت و ادای دینی بود به پدیدآورندگان موسیقی هوی متال.
آخرین آلبوم بلک سبث در دههٔ ۹۰، آلبوم موفق «ممنوع» (۱۹۹۶) بود که در آن از اعضای اصلی بلک سبث، تنها تونی آیومی بازمانده بود و تونی مارتین عهده‌دار خوانندگی بود.

### ۲۰۱۳ سال بازگشت بلک سبث
از نوامبر ۲۰۱۱ اعضای اصلی گروه گرد هم آمدند و اعلام کردند که در حال کار روی پروژه جدیدی هستند که تهیه‌کننده آن هم ریک روبین است (آزی پس از حدود سی سال به گروه بازگشته بود). پس از آن گروه فعالیت رسمی خود را با اجراهایی آغاز کرد. ۲ فوریه ۲۰۱۲، بیل وارد، درامر اصلی گروه، اعلام کرد که دیگر قادر به همراهی گروه نیست. اعضای بلک سبث نیز به‌ناچار برد ویلک، درامر جوان ریج اگینست د ماشین را دعوت کردند تا آن‌ها را برای اجرای درام در آلبوم جدیدشان (آلبوم۱۳ و آلبوم پایانی The End) همراهی کند. سرانجام آلبوم ۱۳ در تاریخ ۱۰ ژوئن ۲۰۱۳ منتشر شد.
این آلبوم در چارت‌های نروژ، آلمان، آمریکا، دانمارک، سوئد، سوئیس، نیوزلند، بریتانیا و کانادا در رتبه اول و در چارت‌های ایتالیا، والونیا، ایرلند، استرالیا، اسپانیا، لهستان، فنلاند، فلاندرز، پرتغال، اتریش و یونان جزو ده آلبوم اول قرار گرفت.
بلک سبث در اوایل سال ۲۰۱۷ و پس از پایان تور آخرشان که به The End معروف بود و انتشار یک EP به همین نام که در کنسرت‌های این تور فروخته می‌شد، از دنیای موسیقی خداحافظی کرد. آخرین آلبومشان The End حاوی ترانه‌هایی منتشرنشده از آلبوم ۱۳ و چند ترانه زنده بود که فقط در کنسرت‌هایشان قابل خرید بود. (درامر اجراهای زنده تامی کلوفتوس بود)
در مارس ۲۰۲۱ اخباری منتشر شد که بیل وارد درامر اصلی گروه اعلام کرده دوست دارد با سه عضو اصلی دیگر گروه یک آلبوم استودیویی جدید ضبط کند. او گفت: «... سه عضو دیگر گروه شاید فکر کنند کارشان تمام شده است و من به نظرشان احترام می‌گذارم اما من اینطور فکر نمی‌کنم. کار ما تمام نشده است. … من فکر می‌کنم تا زمانی که ما زنده هستیم و نفس می‌کشیم این توانایی را داریم که آهنگ‌های بزرگ در بلک سبث خلق کنیم». از طرفی گیزر باتلر در آخرین کنسرت گروه گفته بود «... بعد از ۴۹ سال بودن در بلک سبث خداحافظی غم‌انگیز است اما خداحافظی در اوج چیز بزرگی است» او همچنین حضور نداشتن بیل وارد درامر اصلی گروه را ناراحت‌کننده خوانده بود. آزی آزبورن هم در گفتگویی با رولینگ استون پایان کار بلک سبث بدون حضور بیل وارد را ناراحت‌کننده خوانده و آرزو کرده بود گروه بتواند با حضور بیل وارد به کارش پایان دهد.
گاه‌به‌گاه، تجدید دیدارهایی به‌صورت جزئی انجام شده است؛ مهم‌ترینِ آن‌ها زمانی بود که آزی آزبورن و تونی آیومی در مراسم اختتامیه بازی‌های کشورهای هم‌سود ۲۰۲۲ در بیرمنگام به اجرای مشترک پرداختند. اعضای اصلی برای آخرین بار، هم به‌عنوان اجرای پایانی گروه و هم به‌عنوان آخرین اجرای انفرادی آزی آزبورن، با عنوان «بازگشت به آغاز»، در تاریخ ۵ ژوئیه ۲۰۲۵ در ورزشگاه ویلا پارک دوباره گرد هم آمدند.

## اعضا

### اعضای نهایی
- آزی آزبورن (۱۹۶۹–۱۹۷۷، ۱۹۷۸–۷۹، ۱۹۸۵، ۱۹۹۷ تاکنون): خواننده
- تونی ایومی (۱۹۶۹ تاکنون): گیتار الکتریک
- گیزر باتلر (۱۹۶۹–۱۹۷۹، ۱۹۸۰–۸۵، ۱۹۹۰–۹۴، ۱۹۹۷ تاکنون): گیتار بیس
- بیل وارد (۱۹۶۹–۱۹۸۰، ۱۹۸۲–۸۳، ۱۹۸۵، ۱۹۹۴، ۱۹۹۷–۲۰۱۲): درام
- آدام ویکمن (۲۰۰۴ تاکنون): کیبوردر (در تورها)

### اعضای سابق
- بیل وارد: درام
- رانی جیمز دیو: خواننده
- وینی اپایس: درام
- ایان گیلان: خواننده
- تونی مارتین: خواننده
- کازی پاول: درام
- نیل موری: گیتار بیس
- بابی راندینِلی: درام
- لورنس کاتِل: گیتار بیس
- تری چیمس: درام
- جو برت: گیتار بیس
- باب دیزلی: گیتار بیس
- بو بون: درام
- دِیو اسپیتز: گیتار بیس
- اریک سینگر: درام
- گلِن هاگس: خواننده
- دیوید دانتو: خواننده
- ری گیلن: خواننده
- جف نیکولز: کیبورد
- برد ویلک: درام (ضبط دو آلبوم پایانی ۱۳ و The End)
- تامی کلوفتوس: درام (در تورهای پایانی)

## آلبوم‌ها
| تاریخ | عنوان                  |
| ----- | ---------------------- |
| ۱۹۷۰  | Black Sabbath          |
| ۱۹۷۰  | Paranoid               |
| ۱۹۷۱  | Master of Reality      |
| ۱۹۷۲  | Black Sabbath Vol. 4   |
| ۱۹۷۳  | Sabbath Bloody Sabbath |
| ۱۹۷۵  | Sabotage               |
| ۱۹۷۶  | Technical Ecstasy      |
| ۱۹۷۸  | !Never Say Die         |
| ۱۹۸۰  | Heaven and Hell        |
| ۱۹۸۱  | Mob Rules              |
| ۱۹۸۲  | Live Evil              |
| ۱۹۸۳  | Born Again             |
| ۱۹۸۶  | Seventh Star           |
| ۱۹۸۷  | The Eternal Idol       |
| ۱۹۸۹  | Headless Cross         |
| ۱۹۹۰  | TYR                    |
| ۱۹۹۲  | Dehumanizer            |
| ۱۹۹۴  | Cross Purposes         |
| ۱۹۹۵  | Cross Purposes - Live  |
| ۱۹۹۵  | Forbidden              |
| ۱۹۹۸  | Reunion                |
| ۲۰۰۲  | (۱۹۷۰–۱۹۷۵) Past Lives |
| ۲۰۱۳  | ۱۳                     |